# Shalonda Solomon
Shalonda Solomon (Los Angeles, 19 dicembre 1985) è una velocista statunitense, campionessa mondiale della staffetta 4×100 metri a Taegu 2011.

## Palmarès
| Anno | Manifestazione    | Sede     | Evento      | Risultato | Prestazione | Note                                             |
| ---- | ----------------- | -------- | ----------- | --------- | ----------- | ------------------------------------------------ |
| 2002 | Mondiali juniores | Kingston | 4×100 m     | Argento   | 43"66       |                                                  |
| 2004 | Mondiali juniores | Grosseto | 200 m piani | Oro       | 22"82       | Record dei campionati                            |
| 2004 | Mondiali juniores | Grosseto | 4×100 m     | Oro       | 43"49       | Miglior prestazione mondiale stagionale under 20 |
| 2011 | Mondiali          | Taegu    | 200 m piani | 4ª        | 22"61       |                                                  |
| 2011 | Mondiali          | Taegu    | 4×100 m     | Oro       | 41"56       | [ 1 ]                                            |
| 2014 | World Relays      | Nassau   | 4×200 m     | Oro       | 1'29"45     | Record dei campionati                            |
| 2015 | World Relays      | Nassau   | 4×200 m     | Finale    | dnf         |                                                  |
| 2017 | World Relays      | Nassau   | 4×200 m     | Bronzo    | 1'30"87     |                                                  |

## Campionati nazionali
- 1 volta campionessa nazionale dei 200 m piani (2011)

## Altre competizioni internazionali
2010
- Argento in Coppa continentale ( Spalato), 100 m piani - 11"09
- Oro in Coppa continentale ( Spalato), 4×100 m - 43"07